# Elsie Windes
Elsie Ann Windes (Portland, 17 de junho de 1985) é uma jogadora de polo aquático estadunidense, campeã olímpica e bicampeã mundial.

## Carreira
Windes disputou duas edições de Jogos Olímpicos pelos Estados Unidos: 2008 e 2012. Em sua primeira aparição, em Pequim, conquistou a medalha de prata e quatro anos depois, em Londres, obteve a medalha de ouro.